# 釋煮雲
釋煮雲（1919年2月23日—1986年8月9日），俗名許秀明，江蘇省如皋縣人，是台灣佛教史上重要的佛教法師之一。台灣鳳山佛教蓮社創立者，宣揚淨土宗，首創精進佛七，也是第一位到東台灣弘法的漢傳佛教法師，在南台灣與東台灣佛教界有著重要的地位。

## 外部連結
- 煮雲法師